# Kalmücken-Rind

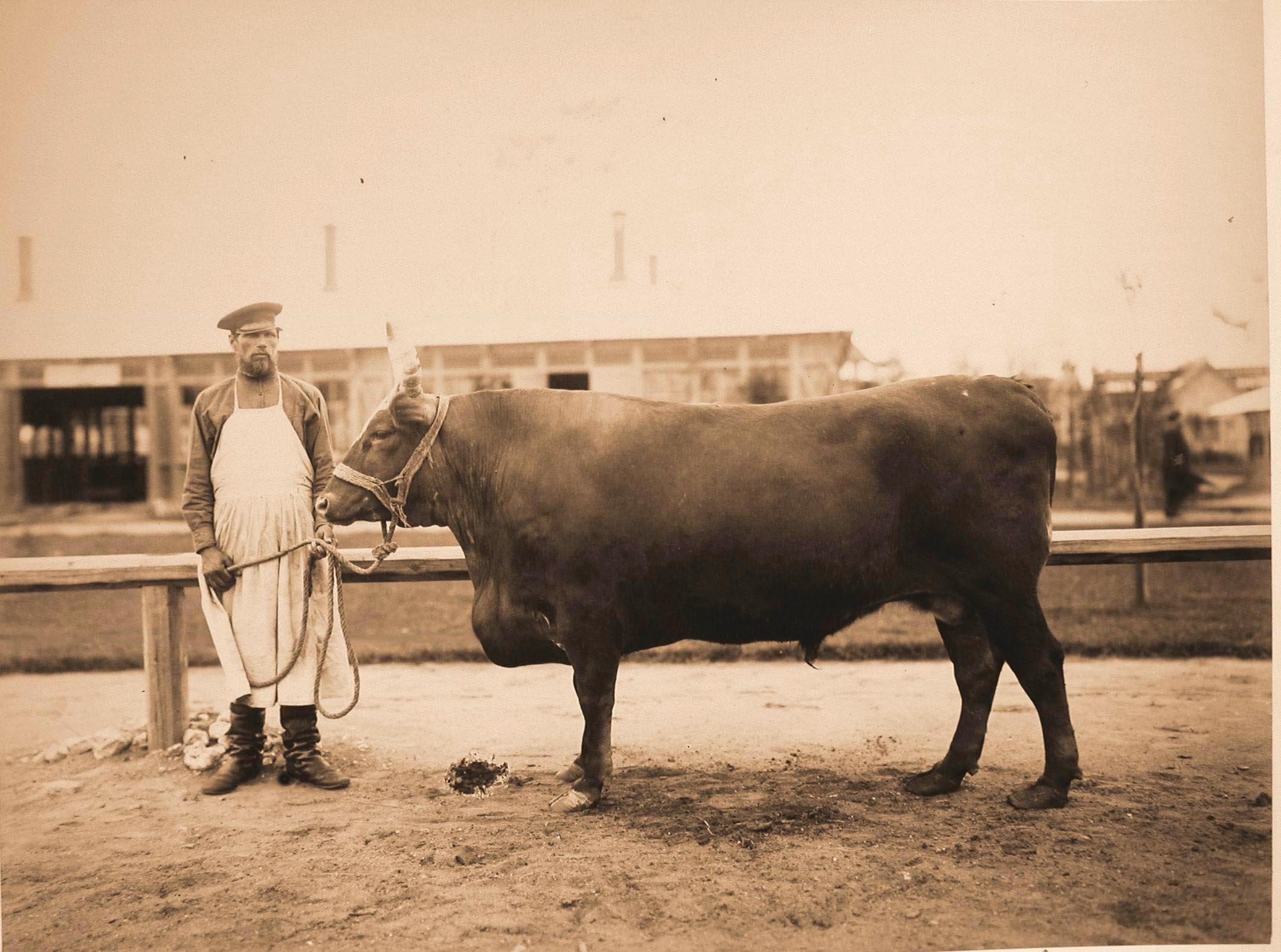
Ein Kalmücken-Bulle auf der Moskauer Zuchtvieh-Ausstellung 1896

Das Kalmücken-Rind (Russisch: Калмыцкая, Kalmyzkaja) ist eine Fleischrinderrasse ursprünglich aus der Mongolei und China, weitergezüchtet in Russland.

## Herkunft und Zuchtgeschichte
Über die Herkunft des Kalmücken-Rinds herrscht noch keine Einigkeit. Manche meinen, es stamme von indischen Rindern ab, die meisten Experten sind jedoch der Ansicht, dass es vom asiatischen Auerochsen abstammt.
Vor dreihundert Jahren wurde die Rasse in den Bergen und Steppen in der Dsungarei (Nordwestchina), der westlichen Mongolei und dem südlichen Altai gezüchtet.
Als Kalmückenstämme Anfang des 17. Jahrhunderts in das Gebiet der unteren Wolga kamen, brachten sie auch ihre Rinder mit. Ende des 19. und Anfang des 20. Jahrhunderts wurden Fleckvieh und Shorthorn-Rinder eingekreuzt.

## Charakteristika
- zwei Fleischrindertypen: Frühreife (etwas kleiner und zierlicher) und Spätreife
- Farbe rot in verschiedenen Schattierungen, weiße Flecken an Kopf, Bauch, Beinen
- Flotzmaul blass, Kopf klein, Hörner kurz, langes Gesicht
- Brust tief, breit, gut entwickelte Wamme
- Widerrist, Rücken und Lende gerade und breit
- Kruppe etwas erhöht
- Beine stark und korrekt
- Muskulatur gut entwickelt
- Fell dicht, im Winter lang
- Euter klein
- Skelett leicht und stark
- Härte
- Anpassung an das raue Kontinentalklima Innerasiens
- Futtergenügsamkeit, Fähigkeit, magerste Weiden zu beweiden
- Langlebigkeit
- Gewicht Kühe 420 – 500 kg, Stiere 750 – 850 kg
- gute Mastfähigkeit, Zunahmen 800 – 900 g/Tag von Mastochsen
- Milchleistung 1.000 – 1.200 kg mit 4,1 – 4,5 % Fett (nur 180 – 240 Tage Laktation)
- sehr gute Fleischqualität

## Regionale Typen
- Nordkaukasus
- Untere Wolga
- Kasachstan
- Sibirien

Die verschiedenen regionalen Typen unterscheiden sich durch ihr Gewicht.

## Vorkommen heute
Die Rasse besteht aus 15 Hauptzuchtlinien.
Heute ist die Rasse im Gebiet der unteren Wolga (Kalmückien, Oblast Wolgograd, Oblast Astrachan, Oblast Rostow), in der Region Stawropol, in der Oblast Tschita, in Tuwa, Burjatien, Kasachstan, Usbekistan und Turkmenistan verbreitet. 1980 betrug die Anzahl der Tiere 381.000.

## Quelle
- https://www.fao.org/3/ah759e/AH759E08.htm